# Special Olympics Aserbaidschan
Special Olympics Aserbaidschan (englisch: Special Olympics Azerbaijan) ist der aserbaidschanische Verband von Special Olympics International, der weltweit größten Sportbewegung für Menschen mit geistiger Beeinträchtigung und Mehrfachbeeinträchtigung. Ziel ist die sportliche Förderung dieser Personengruppe und die Sensibilisierung der Gesellschaft für sie. Außerdem betreut der Verband die aserbaidschanischen Athletinnen und Athleten bei den Special Olympics Wettbewerben.

## Geschichte
Special Olympics Aserbaidschan wurde 1990 mit Sitz in Baku gegründet.

## Aktivitäten
2019 waren 12.787 Athletinnen, Athleten und Unified Partner sowie 341 Trainer bei Special Olympics Aserbaidschan registriert. Der Verband nahm 2022 an den Programmen Athlete Leadership, Young Athletes, Unified Schools und Unified Sports teil, die von Special Olympics International ins Leben gerufen worden waren.

### Sportarten
Folgende Sportarten wurden 2022 vom Verband angeboten:
- Badminton (Special Olympics)
- Basketball (Special Olympics)
- Floorball
- Floorhockey (Special Olympics)
- Fußball (Special Olympics)
- Handball (Special Olympics)
- Judo
- Kraftdreikampf (Special Olympics)
- Leichtathletik (Special Olympics)
- Schwimmen (Special Olympics)
- Tischtennis (Special Olympics)
- Volleyball (Special Olympics)

### Teilnahme an Weltspielen vor 2020 (Auswahl)
(Quelle: )
- 2007 Special Olympics World Summer Games, Shanghai, China (35 Athletinnen und Athleten)
- 2011 Special Olympics World Summer Games, Athen (20 Athletinnen und Athleten)
- 2013 Special Olympics World Winter Games, PyeongChang, Südkorea ( 8Athletinnen und Athleten)
- 2015 Special Olympics World Summer Games, Los Angeles, USA (12 Athletinnen und Athleten)
- 2017 Special Olympics World Winter Games, Graz-Schladming-Ramsau, Österreich (9 Athletinnen und Athleten)
- 2019 Special Olympics, World Summer Games, Abu Dhabi (56 Athletinnen und Athleten)

### Teilnahme an den Special Olympics World Summer Games 2023 in Berlin
Special Olympics Aserbaidschan nahm an den Special Olympics World Summer Games 2023 teil. Die Delegation wurde vor den Spielen im Rahmen des Host Town Program von Bitburg, der Verbandsgemeinde Bitburger Land und der Verbandsgemeinde Prüm betreut und bestand aus 76 Personen. Das Team gewann bei diesen Weltspielen sechs Gold-, fünf Silber- und 13 Bronzemedaillen.